# Trebušovce
Trebušovce je obec na Slovensku. Leží v okrese Veľký Krtíš v Banskobystrickém kraji. Žije zde 157 obyvatel.